# 태극 (문양)

대한민국의 태극 문양. 파랑과 빨강 두 가지색을 이용해 표현하였다.

태극(太極) 또는 태극 문양은 태극의 개념과 가치가 내포된 한국의 문양으로, 대한민국의 국기인 태극기의 중앙에 위치한 문양 또한 태극이다. 태극 문양의 개념을 익히려면 태극사상을 이해해야 한다. 태극이라는 단어는 중국의 타이지(중국어: 太极, 병음: tàijí)를 한국식으로 발음한 단어로 이 한자를 직역하면 거대한 궁극이나 궁극적 실체라고 해석이 된다. 태극은 태극의 도교 철학적 가치와도 연관되어 있을 뿐만 아니라 한국의 토속적인 무속 신앙과도 깊은 연관이 있다.

## 역사
한반도내에서의 제일 오래된 태극 문양은 7세기 유물에서 볼 수 있다. 고구려의 무덤이나 백제, 신라 유적에서 그 모습을 발견할 수 있는데, 최근 발굴된 백제시대의 전라남도 나주 복암리 유적에서 발견된 목간 속 태극 문양이 7세기 초반인 618년경 즉 무왕 시기의 유적으로 밝혀짐에 따라 이보다 더 전에도 태극 문양이 사용되었을 가능성이 있음을 보여준다. 태극 문양은 수세기 동안 한국의 토속신앙 속에서 사용되곤 했다. 고려시대 때나 조선시대때는 이 문양이 기존의 의미보다는 도교적 의미를 더욱 가지고 있게 되었고, 음양의 조화를 기원하는 것을 표현하거나 백성들이 국가의 선정(善政)으로 행복한 삶을 영위하는 의미를 나타내게 되었다. 사실 태극 문양속 파랑과 빨강의 소용돌이는 예전부터 쓰여왔던 태극 문양으로 쓰인 색이었다.

## 태극기
태극 문양은 일반적으로 태극기에서 자주 볼 수 있는데 태극기(太極旗)는 대한민국의 국기로 흰 바탕의 기 위에 태극 문양을 가운데에 두고 검은색의 건·곤·감·리 4괘가 네 귀에 둘러싸고 있다. 최초로 태극기를 창안한 사람은 이응준이었으며, 박영효는 '이응준 태극기' 중 4괘(卦)의 좌·우를 바꾼 뒤 국기로 공식 제정했다. 태극기는 《주역》계사상전(繫辭上傳)에서 나와 있는 태극→양의(兩儀)→사상(四象)→팔괘(八卦)라는 우주 생성론을 나타내는 태극도라고 할 수 있다. 다만, 조선의 태극 팔괘도는 복희 선천 팔괘(伏羲先天八卦)가 아닌 문왕 후천 팔괘(文王後天八卦)이다. 원이 나타나는 태극은 만물을 생성시키는 근원을 의미하며 도교에서는 태소(太素), 탄드라밀지에서는 카르마무드라 라고 하며 사고의 개입이 없는 순수하고 완전한 행위를 의미하는 무아전위(無我全爲)의 우주일체가 역동적으로 움직이는 것을 상징한다.
원 안의 모양은 음양 양의를 나타나고 4괘는 팔괘(八卦)를 대표하는 사정괘(四正卦)를 나타내는 것과 동시에 그 하효(下爻)와 중효(中爻)로 태양(太陽)·소음(少陰)·소양(少陽)·태음(太陰)이라는 사상(四象)도 나타낸다.

### 사괘
| 구분 | 이름(卦名) | 자연(卦象)   | 계절(季節)   | 방위(方位) | 사덕(四德) | 가정(家庭) | 성정(性情)    |
| ---- | ---------- | ------------ | ------------ | ---------- | ---------- | ---------- | ------------- |
| ☰    | 건(乾)     | 천(天, 하늘) | 춘(春, 봄)   | 동(東)     | 인(仁)     | 부(父)     | 강건함(健)    |
| ☵    | 감(坎)     | 수(水, 물)   | 동(冬, 겨울) | 북(北)     | 례(禮)     | 중남[子]   | 빠지는 것(陷) |
| ☷    | 곤(坤)     | 지(地, 땅)   | 추(秋, 가을) | 서(西)     | 의(義)     | 모(母)     | 유순함(順)    |
| ☲    | 리(離)     | 화(火, 불)   | 하(夏, 여름) | 남(南)     | 지(智)     | 중녀[女]   | 붙는 것(離)   |

사괘는 본래 팔괘 중에서 넷을 선택한 것인데, 팔괘는 중국에서 삼황으로 떠받들고 있는 태호 복희가 만든 것이다. 사마천의 《사기》에 따르면 복희는 동이족으로 서술되고 있으며, 진나라(秦)나라 이전의 동이와 한나라(漢)나라 이후의 동이는 같은 존재가 아니며, 진나라 이전의 동이에 해당하는 삼황오제의 동이 여부와 한민족은 큰 관련이 없다고 보는 것이 일반적이다. 진나라 이전의 동이족은 산둥성에 살던 민족을 말한다. 그가 팔괘를 처음 만든 사람이라고 밝힌 것은 《주역》 계사전이 최초이다. 다만 조선에 복희 선천 팔괘가 아닌 그것을 고쳐서 만든 문왕 후천 팔괘를 따르는 까닭은 복희가 팔괘를 만든 까닭이 우주 생성 원리를 설명하려 함인 반면 문왕은 우주 생성 원리를 인간의 치세 원리에 반영(“선천 변위 후천도”에서 이르는 〈“자연조화의 체”를 “인사의 용”에 적용〉한다는 사상)하려고 만들었기 때문이다. 또한 종래 주장에서는 팔괘에서 “넷을 제하여” 만들었다고 하였으나, 근래에는 “선천 변위 후천도”에서 선천 팔괘와 후천 팔괘의 관계를 밝히어 팔괘 가운데 “넷을 선택하였다고” 밝히고 있다.

## 패럴림픽에서의 사용
국제 패럴림픽 위원회(IPC)가 패럴림픽에서 사용했던 공식 패럴림픽 상징은 2004년 하계 패럴림픽까지 사용되었으며 삼태극과 유사한 소용돌이 문양을 띠고 있다. 태극의 사용은 1988년 하계 패럴림픽부터 사용되었는데, 태극의 소용돌이를 올림픽 상징과 흡사한 디자인으로 다섯 개의 색을 사용해서 표현했다. 이어 1991년 6개의 태극 소용돌이를 이용한 새 심볼이 만들어졌지만 이내 거부되었고, 삼태극과 유사한 디자인이 사용되다 2004년 하계 패럴림픽 이후에 세 개의 아지토스(Agitos)로 교체되었다.

## 삼태극
태극의 변형 중 가장 유명한 문양은 삼태극(三太極 혹은 삼색태극-三色太極-, 삼원태극-三元太極-)으로 노란색 소용돌이(파-巴)가 추가된 것으로 한국의 삼재사상과 연관지어 천(하늘-天), 지(땅-地), 인(사람-人)을 나타낸다. 즉 삼태극은 한국에서 유래되었으며, 삼태극은 부채의 디자인으로 종종 볼 수 있다. 또한 삼태극은 1988년 하계 올림픽의 공식 로고에서도 사용되었다.

## 사진

조선의 어기. 중앙에 태극 비슷한 문양이 위치해있다.
대한제국의 국기. 중앙에 태극 문양이 위치해있다.
대한민국의 국기. 중앙에 태극 문양이 위치해있다.
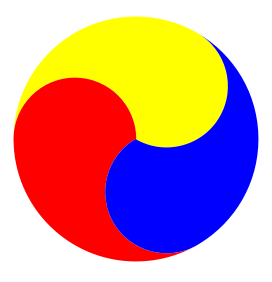
삼태극
더욱 소용돌이치는 삼태극
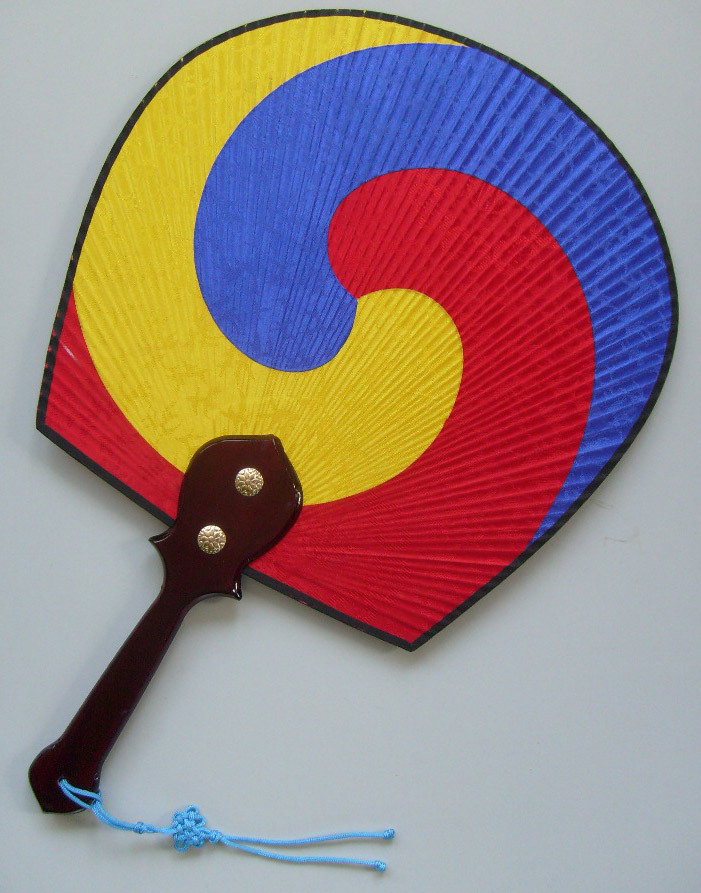
삼태극 문양이 삽입된 부채
5개의 파(巴)가 사용된 패럴림픽 상징.
두번째 패럴림픽 상징(1994년–2004년)으로 3개의 파(巴)가 사용되었다.
1920년 ~ 1925년 티벳의 태극 문양, 눈사자와 함께 있다.
1911년 ~ 1921년 몽골의 옛 국기, 불교의 영향이 눈에 띈다.

## 같이 보기
- 태극
- 토모에
- 태극도
- 트리스켈리온
- 무
- 한국의 도교
- 한국의 유교
- 삼태극